# 九台站
九台站是位于吉林省长春市九台区的一个铁路车站，邮政编码130500。车站建于1912年，有长图铁路经过该站，现办理客货运业务，车站及其上下行区间均未电气化。车站距离长春站52公里，隶属沈阳铁路局，是三等站。
1998年拆除九台站旅客天桥。2017年，已经贯通后近2年的车站地下24小时开放式南北通道装修和开通。

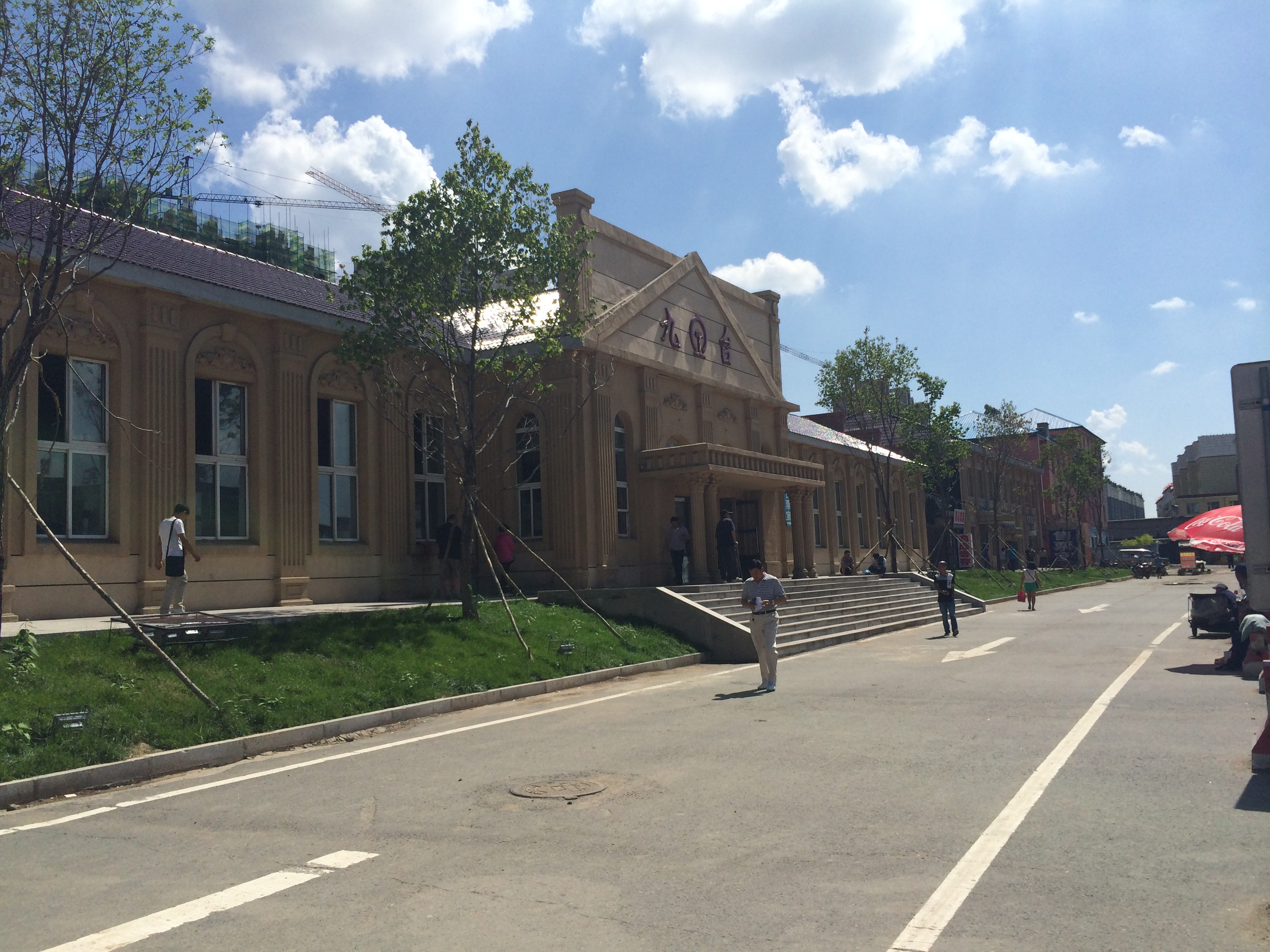
九台站站房
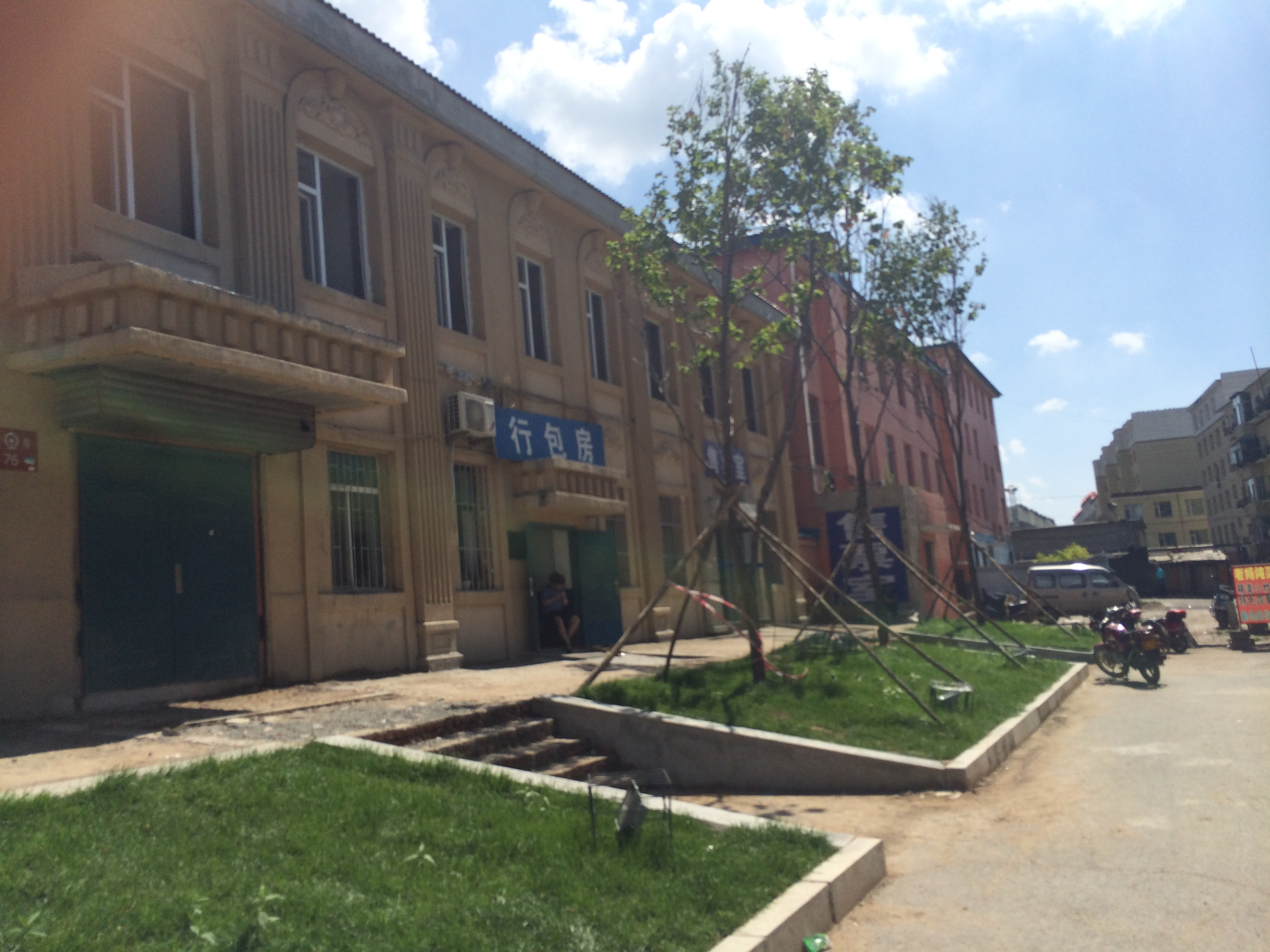
九台站行李房外景
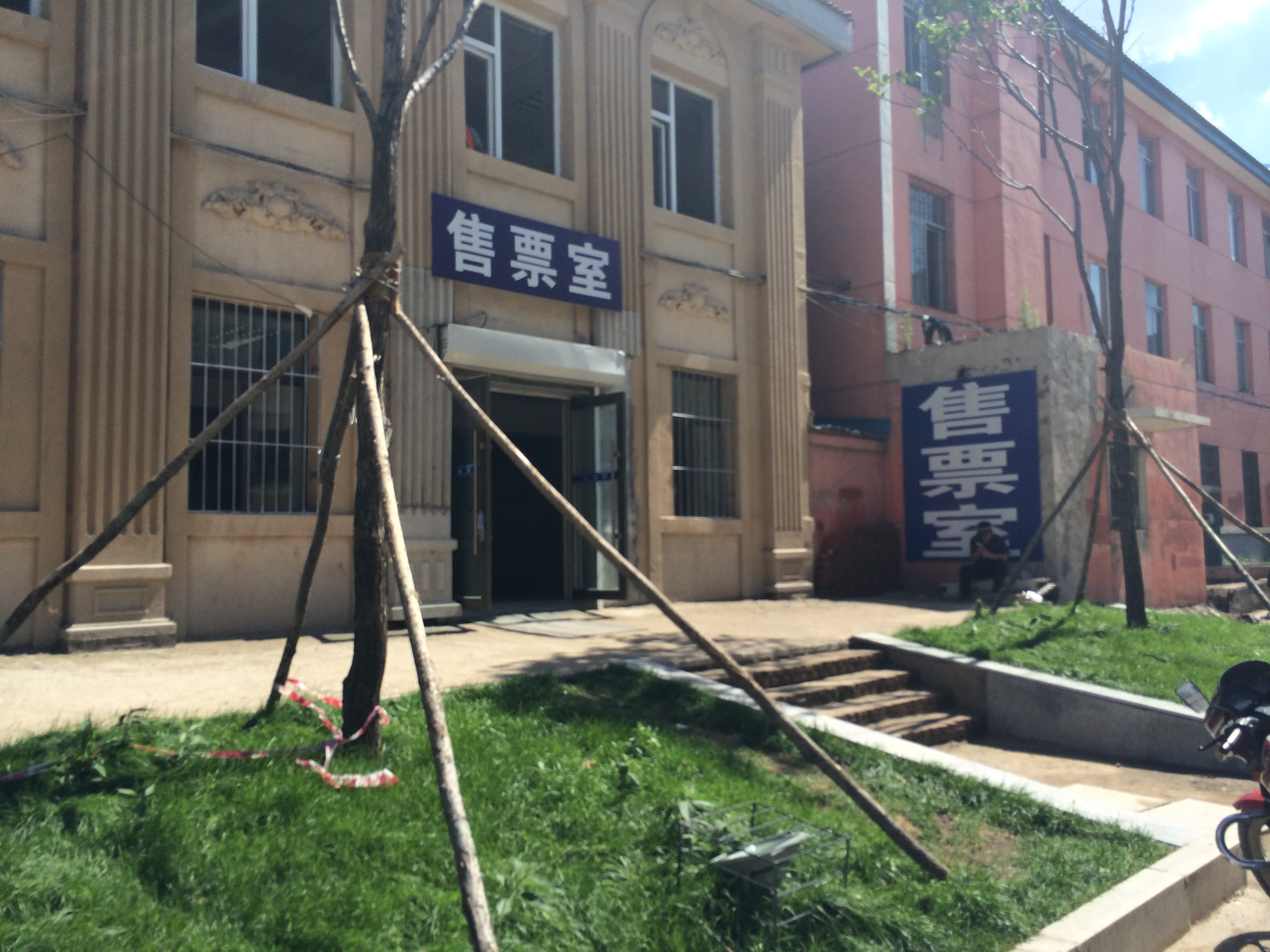
九台站售票室外景
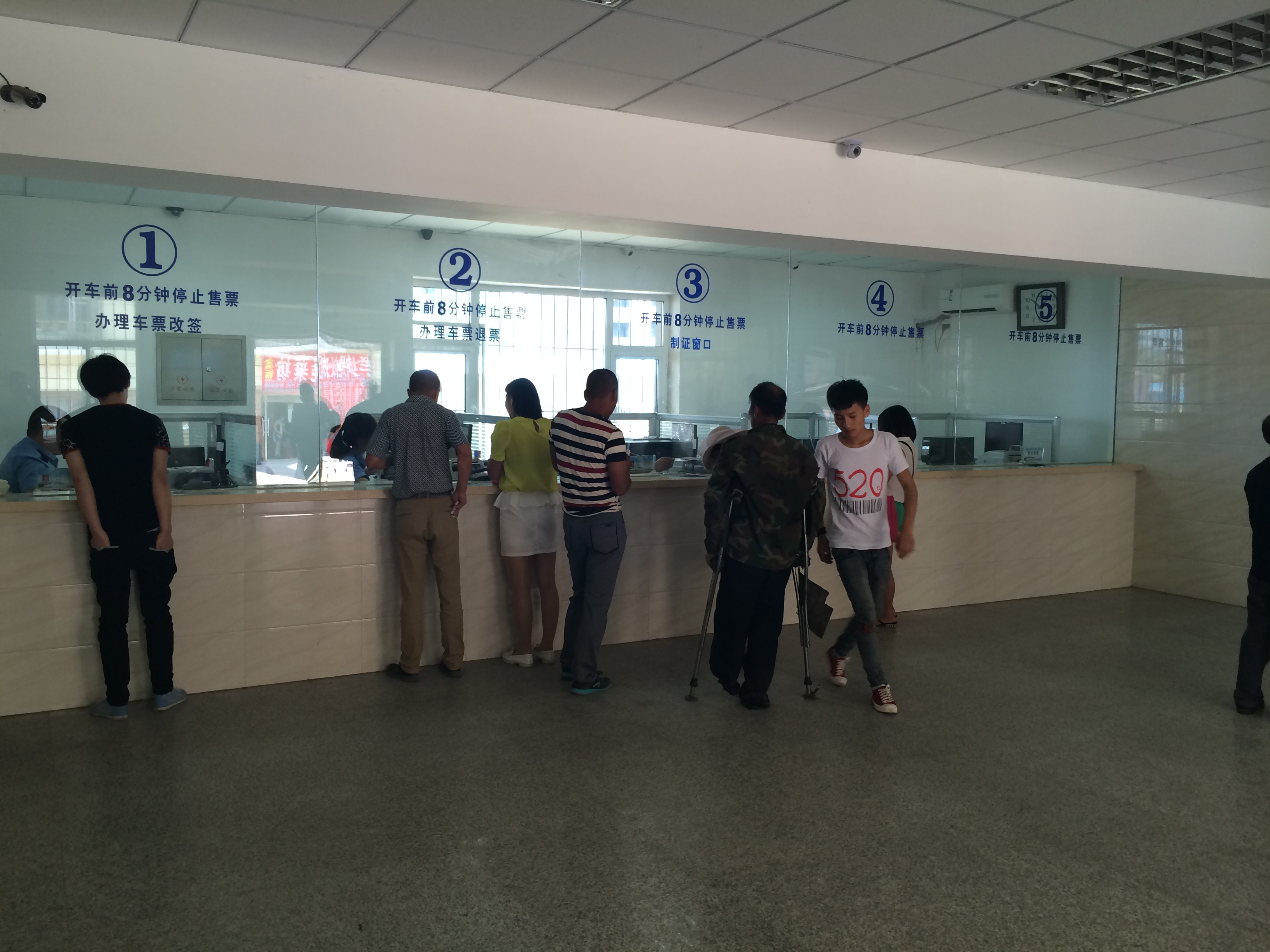
九台站售票室内景
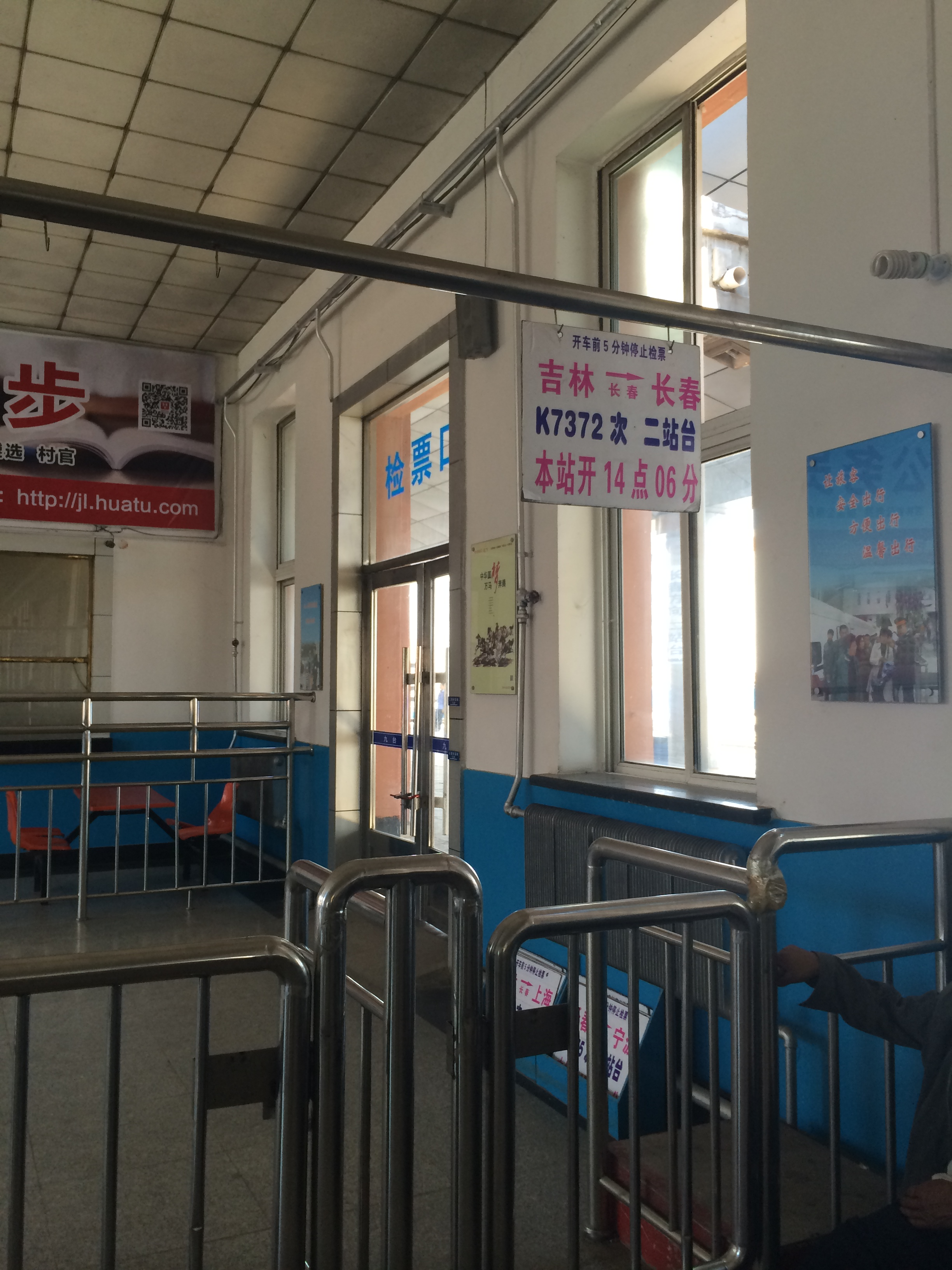
九台站检票口
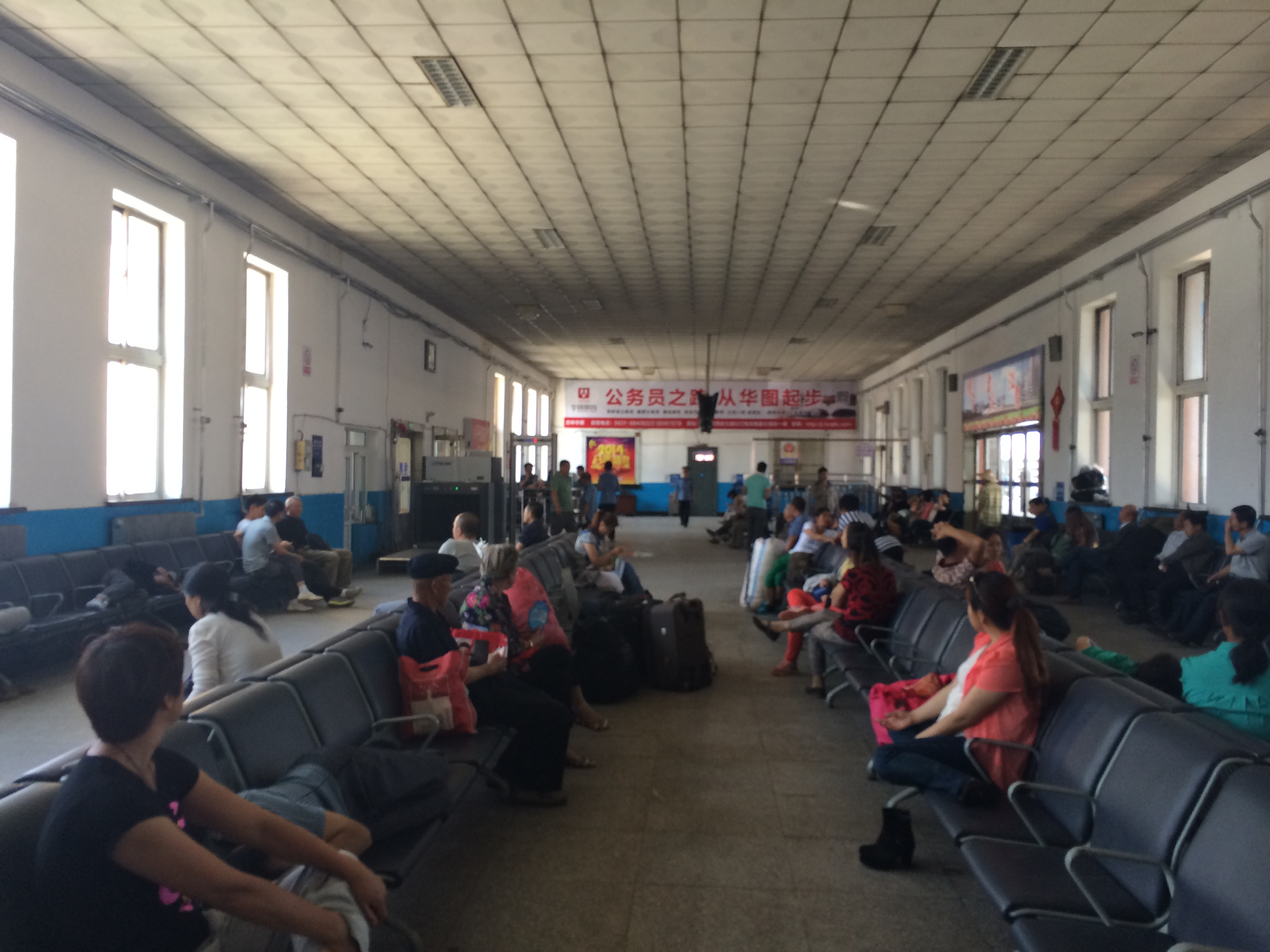
九台站候车室内景
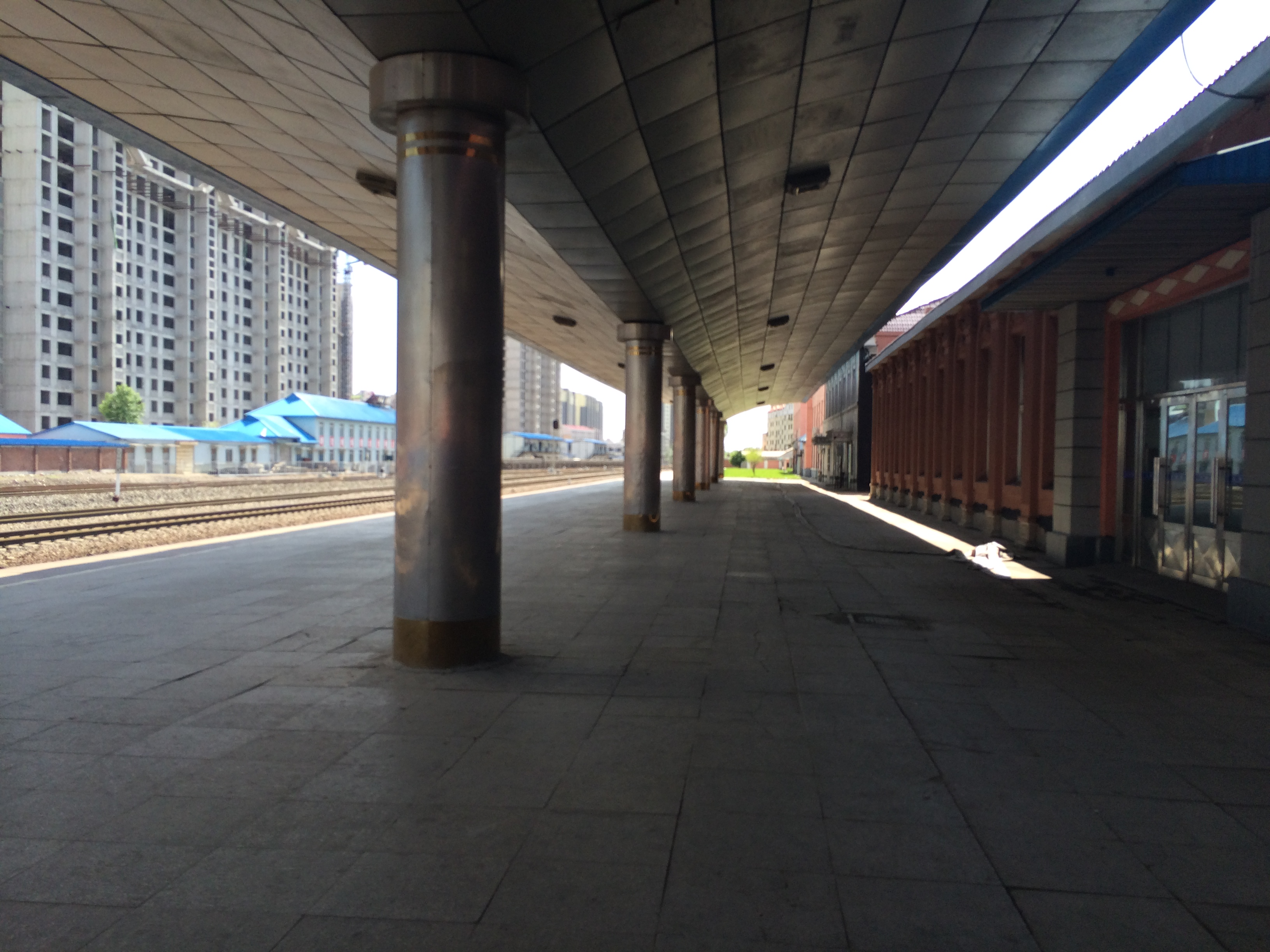
九台站一站台
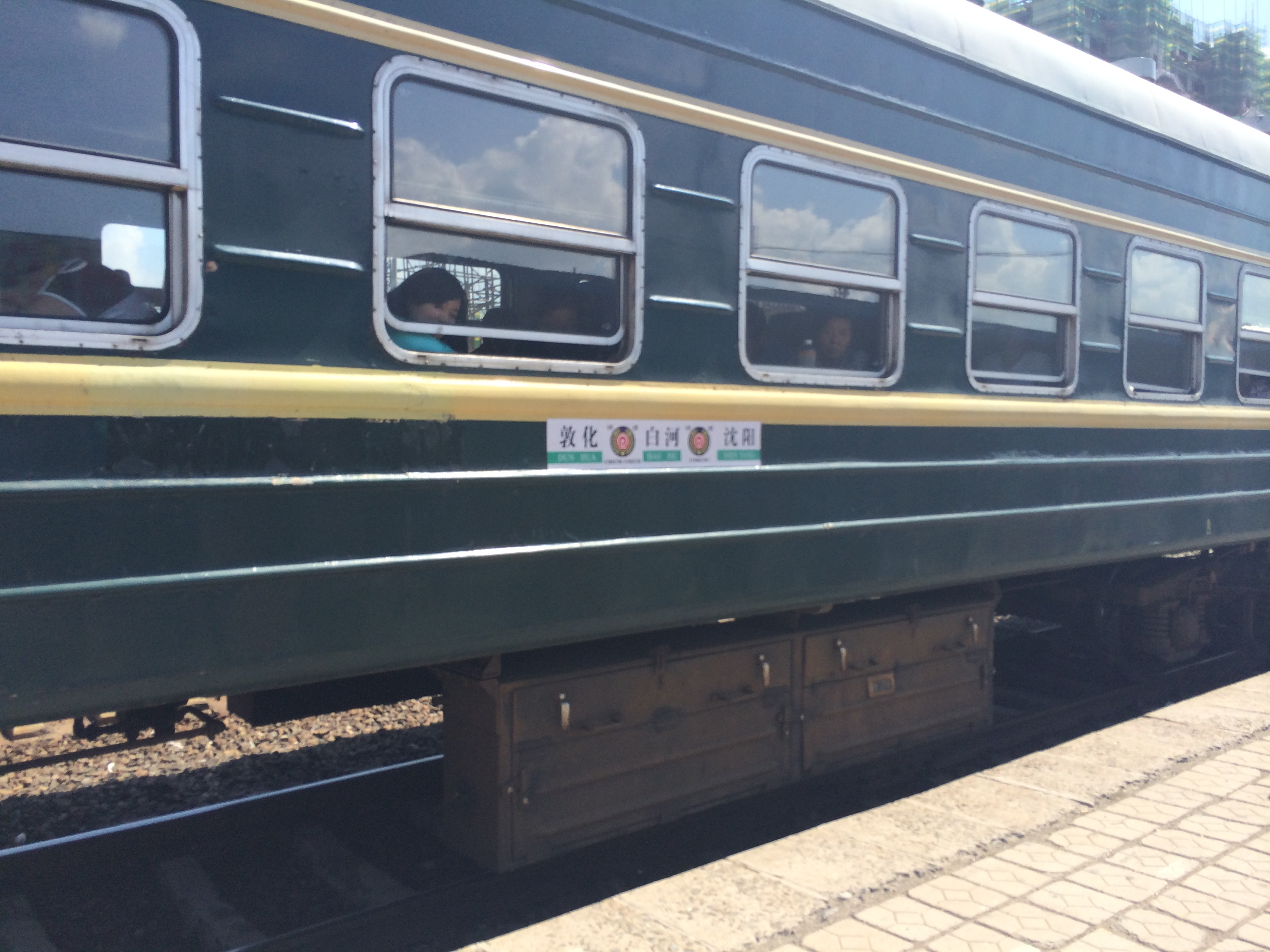
K7388次列车停靠在九台站二站台
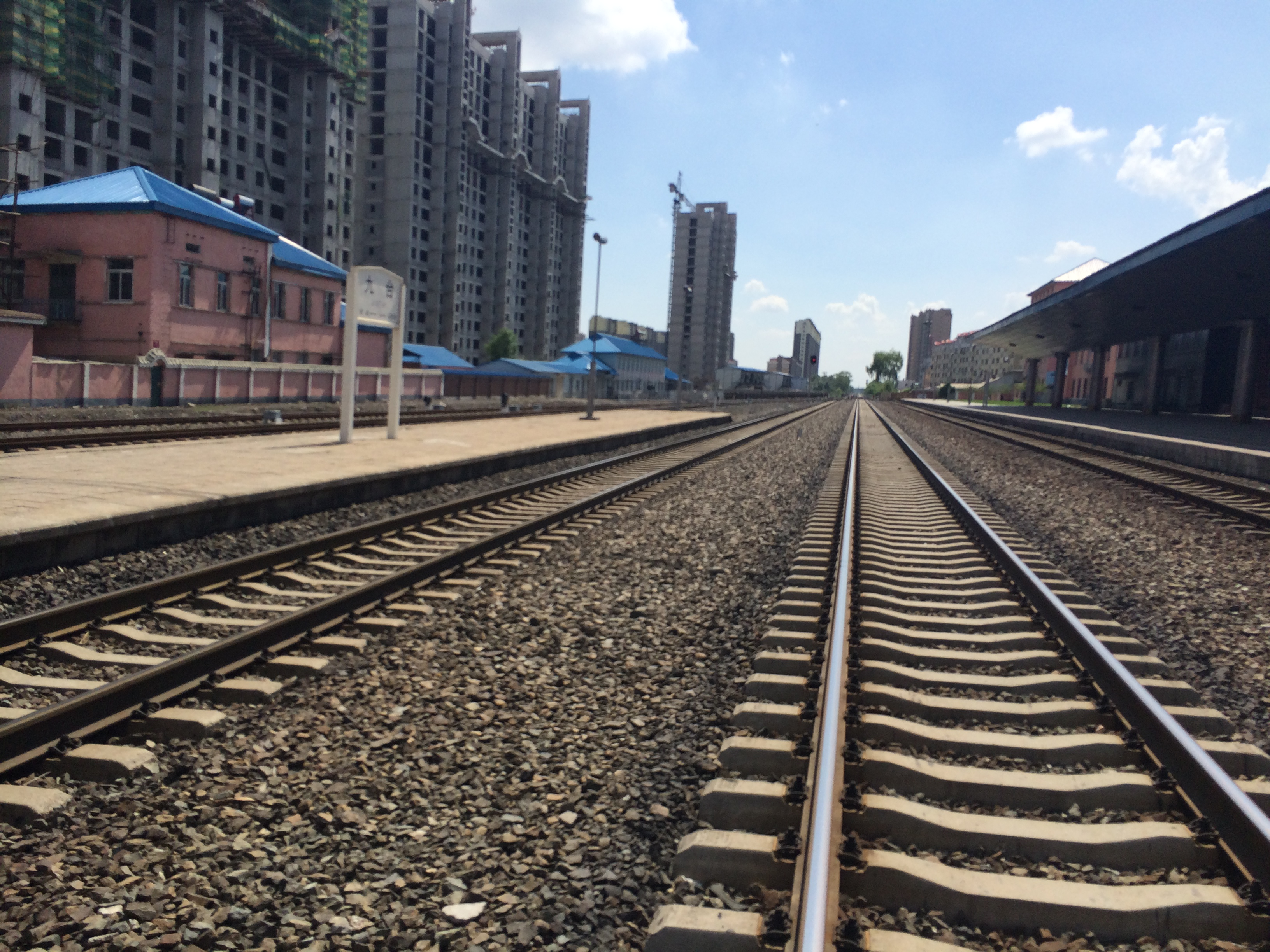
长图铁路正线 九台站内 长春方向
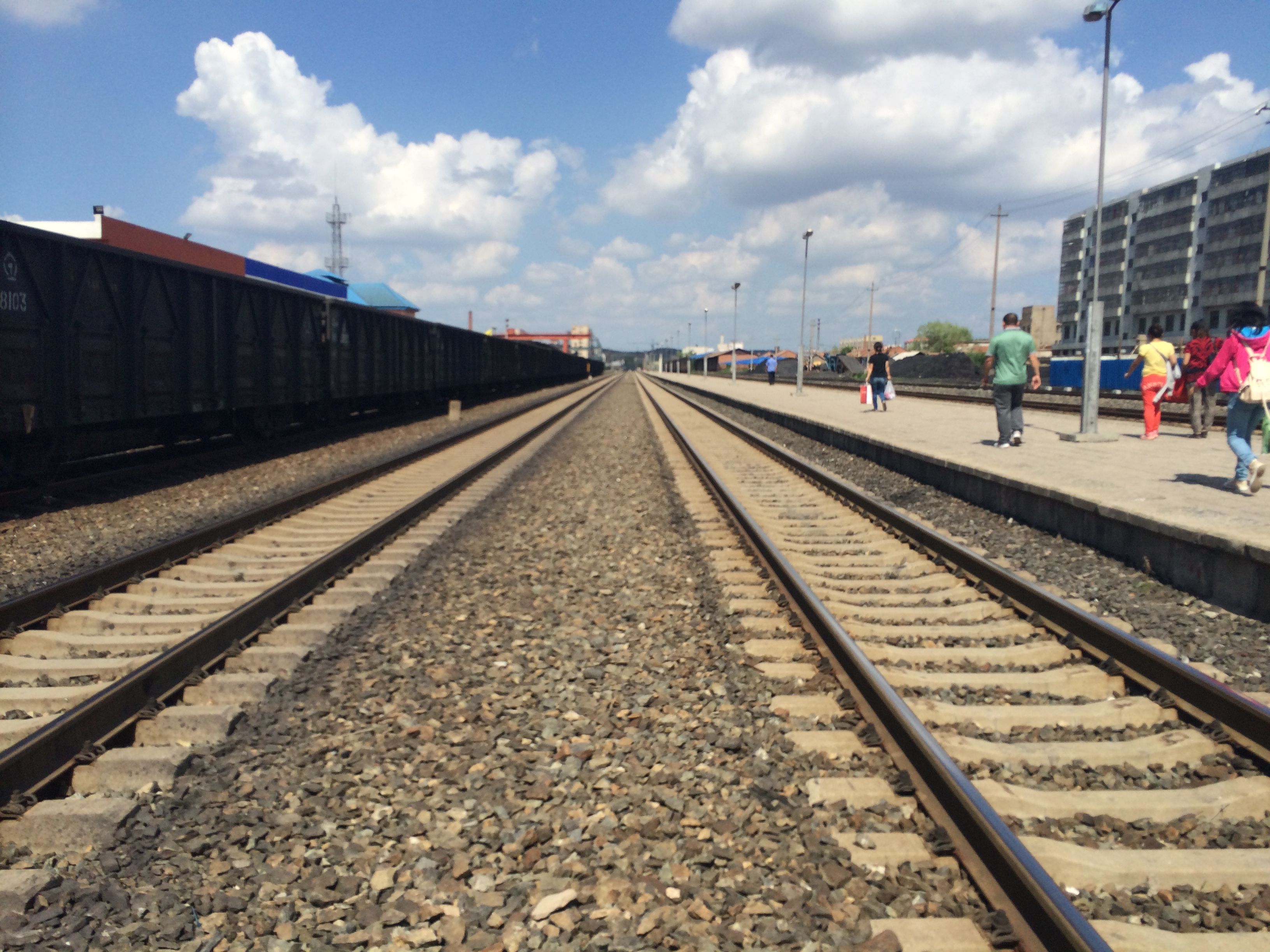
长图铁路正线 九台站内 吉林方向